# Janna Levin
Janna J. Levin (nacida en 1967) es una cosmóloga teórica estadounidense y profesora asociada de física y astronomía en el Barnard College. Consiguió su Doctorado en física teórica en el Instituto Tecnológico de Massachusetts en 1993, y su Grado en astronomía y física con una concentración en filosofía en el Barnard College en 1988, donde se graduó Phi Beta Kappa. Gran parte de su trabajo trata de buscar evidencia que respalde la propuesta de que nuestro universo podría tener un tamaño finito debido a que tiene una topología no trivial. También trabaja en los agujeros negros y en la teoría del caos. Se unió al profesorado del Barnard College en enero de 2004 y actualmente es beneficiaria de la beca Tow Professor.

## Biografía
Janna Levin es una profesora asociada de Física y Astronomía en el Barnard College de la Universidad de Columbia con una beca de la Fundación Tow. Investiga los agujeros negros, la cosmología de las dimensiones extra y las ondas gravitatorias en forma de espacio-tiempo. Además, es la Directora de ciencia en el Pioneer Works.
Levin es la autora del popular libro de ciencias How the Universe Got Its Spots: diary of a finite time in a finite space. En 2006, publicó A Madman Dreams of Turing Machines, una novela de ideas que relatan las vidas y las muertes de Kurt Gödel y de Alan Turing.
Levin ha escrito una serie de ensayos para acompañar a exhibiciones en varias galerías de Inglaterra, incluyendo la Ruskin School of Drawing and Fine Art y la Hayward Gallery.  Levin apareció en Talk of the Nation el 12 de julio de 2002. Apareció como invitada en el show de Stephen Colbert en Comedy Central, The Colbert Report el 24 de agosto de 2006.  También apareció como invitada especial en el programa de radio Speaking of Faith el 22 de febrero de 2009, donde habló sobre su libro A Madman Dreams of Turing Machines con la presentadora del programa Krista Tippett.
Levin presentó "The sound the universe makes" en TED el 1 de marzo de 2011. Se le concedió una beca Guggenheim en 2012.
Su libro Black Hole Blues and Other Songs from Outer Space se publicó en marzo de 2016. El libro trata sobre la historia del observatorio de
interferometría láser
de ondas gravitatorias y el descubrimiento en 2015 de las ondas gravitatoria. En una reseña del libro publicada en el Wall Street Journal, el astrofísico británico John Gribbin escribió, "Este es un libro espléndido que recomendo a cualquiera con interés en cómo funciona la ciencia y en el poder de la imaginación y de la habilidad humana." En enero de 2018, presentó el episodio ganador del premio Nova's “Black Hole Apocalypse.” 

## Vida personal
Levin tiene dos hijos, un niño nacido en 2004, y una niña nacida en 2007.  Levin no se graduó oficialmente en el instituto, ya que ella sufrió un accidente de coche y estuvo hospitalizada durante un tiempo.